# BB (Stettin)
BB is een Duits historisch merk van motorfietsen.
De bedrijfsnaam was: Motorenbau B. Bortius, Stettin.
Bortius was een van de honderden fabrikanten die in 1923 lichte, goedkope motorfietsjes ging produceren. Daar was in het Duitsland van na de Eerste Wereldoorlog weliswaar vraag naar, maar bijna al deze merken richtten zich op hetzelfde marktsegment. Daarvoor kochten ze ook bijna allemaal inbouwmotortjes bij andere merken in. Daardoor werden de kosten gedrukt, maar in de meeste gevallen was de technische kennis ook niet in huis om zelf een motor te ontwikkelen.
In het geval van Bortius werden 198cc-Alba-zijklepmotoren gekocht, die in eigen frames gemonteerd werden. Doordat het niet mogelijk was een dealernetwerk op te bouwen was men afhankelijk van klanten in de eigen regio. In Midden- en Zuid-Duitsland kon men dan ook geen BB-motorfietsen kopen.
In 1925 verdwenen ruim 150 van deze kleine merken van de markt, waaronder BB. De productie met de Alba-motor kon ook niet doorgaan, want die was al in 1924 beëindigd.